# Palazzo Bartolommei-Buschetti
Palazzo Bartolommei-Buschetti è un edificio storico del centro di Firenze, situato in via Lambertesca 11, con retro in piazza di Santo Stefano, confinante con la chiesa di Santo Stefano al Ponte.
Il complesso appare nell'elenco redatto nel 1901 dalla Direzione Generale delle Antichità e Belle Arti, quale edificio monumentale da considerare patrimonio artistico nazionale.

## Storia

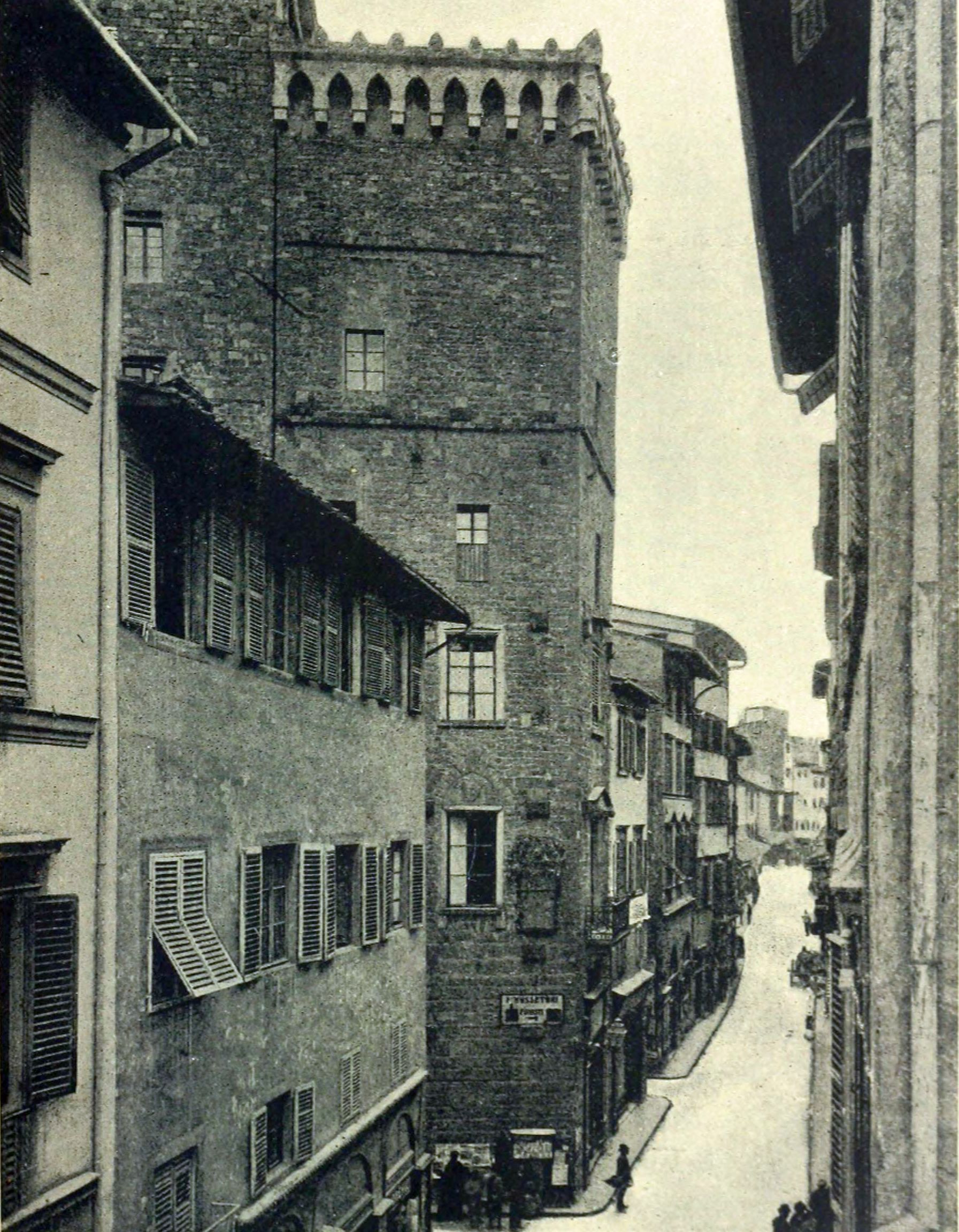
La torre dei Girolami su via Por Santa Maria e dietro di essa l'antica torre dei Gherardini, in una foto ottocentesca

### Preesistenze
Esistevano qui probabilmente le case dei Lamberteschi, che avevano dato il nome alla via fin dalle origini, e sicuramente le case e la torre dei Gherardini di Montagliari (risalente al XIII secolo ed è ricordata da Giovanni Villani; essi possedevano anche l'antistante torre dei Rigaletti tuttora esistente), un'altra torre dei Girolami e l'antica residenza dei Vinattieri.
La torre dei Girolami, esistita fino al 1944, era uno degli edifici più interessanti su via Por Santa Maria, ma non venne ricostruita nel Dopoguerra perché niente si era salvato e sarebbe stato un arbitrario ex-novo; aveva l'aspetto di un solido ""palagio con un coronamento fatto da un ballatoio sostenuto da beccatelli e una merlatura sul lato verso la strada (aspetto simile a quello della vicina torre dei Compiobbesi). L'ultima discendente dei Girolami si sposò con il conte Covoni, e i loro suoi eredi poi vendettero la torre al marchese Girolamo Bartolommei, che la inglobò nel palazzo, senza distruggere né questa torre né quella immediatamente addossata dei Gherardini, che si vedono bene nelle foto storiche di via Por Santa Maria. Sulla torre dei Girolami esisteva un bassorilievo con San Zanobi in preghiera e stemmi Girolami, che veniva infiorato nel giorno della festa del santo; raccolto dalle macerie dopo la guerra, venne spostato da allora in un ambiente di Palazzo Vecchio.
Recita in caratteri gotici:
| LA FAMIGLIA DE' GIROLAMI IN PERPE TUO DONA E DIPUTA LE RENDITE DI Q UESTA TORRE OGNI ANNO PER METÀ AL OFFERTA DI SANTO ZANOBI LORO CON SORTO, E PER METÀ ALLA CAPPELLA LO \| \| RO DI SANTO STEFANO, E MANCANDO LI DETTI GIR OLAMI LASC IANO ALLA COMPA \| GNIA DI SANTO ZANOBI, CHE DETTA OFER TA FACINO MOVENDOSI DI QUESTO L UOGO E CONSERVINO DETTA CAPELLA. |                                                                         |
| | RO DI SANTO STEFANO, E MANCANDO LI DETTI GIR OLAMI LASC IANO ALLA COMPA |

In italiano corrente si può traslitterare così: «La famiglia dei Girolami dona e destina in perpetuo le rendite annuali di questa torre per metà all'offerta a san Zanobi (in Duomo, il 26 gennaio), loro parente, e per metà alla cappella della loro famiglia in Santo Stefano al Ponte; all'estinzione della famiglia Girolami lasciano questo compito alla Compagnia di San Zanobi, affinché faccia detta offerta a partire da questo luogo e mantenga la suddetta cappella.»
La torre dei Gherardini era ancora più alta di quella dei Girolami e all'ultimo piano presentava un'altana.
La residenza dell'Arte dei Vinattieri era stata costruita verso il 1350 ed era dirimpetto al chiasso del Buco. Dopo la riforma delle Arti del 1534, che mirava ad accorparle per depotenziare il loro potere politico, l'edificio entrò nei possedimenti ducali, per essere destinato a Ufficio delle Vendite. Venne poi alienato ai Niccolini, attraverso i quali pervenne ai Bartommei, che la inclusero nel loro palazzo. Dell'Arte resta solo uno stemma in pietra serena davanti allo sbocco del chiasso, oggi abraso e illeggibile, ma che anticamente situato sul portale e decorato dall'arme della corporazione.

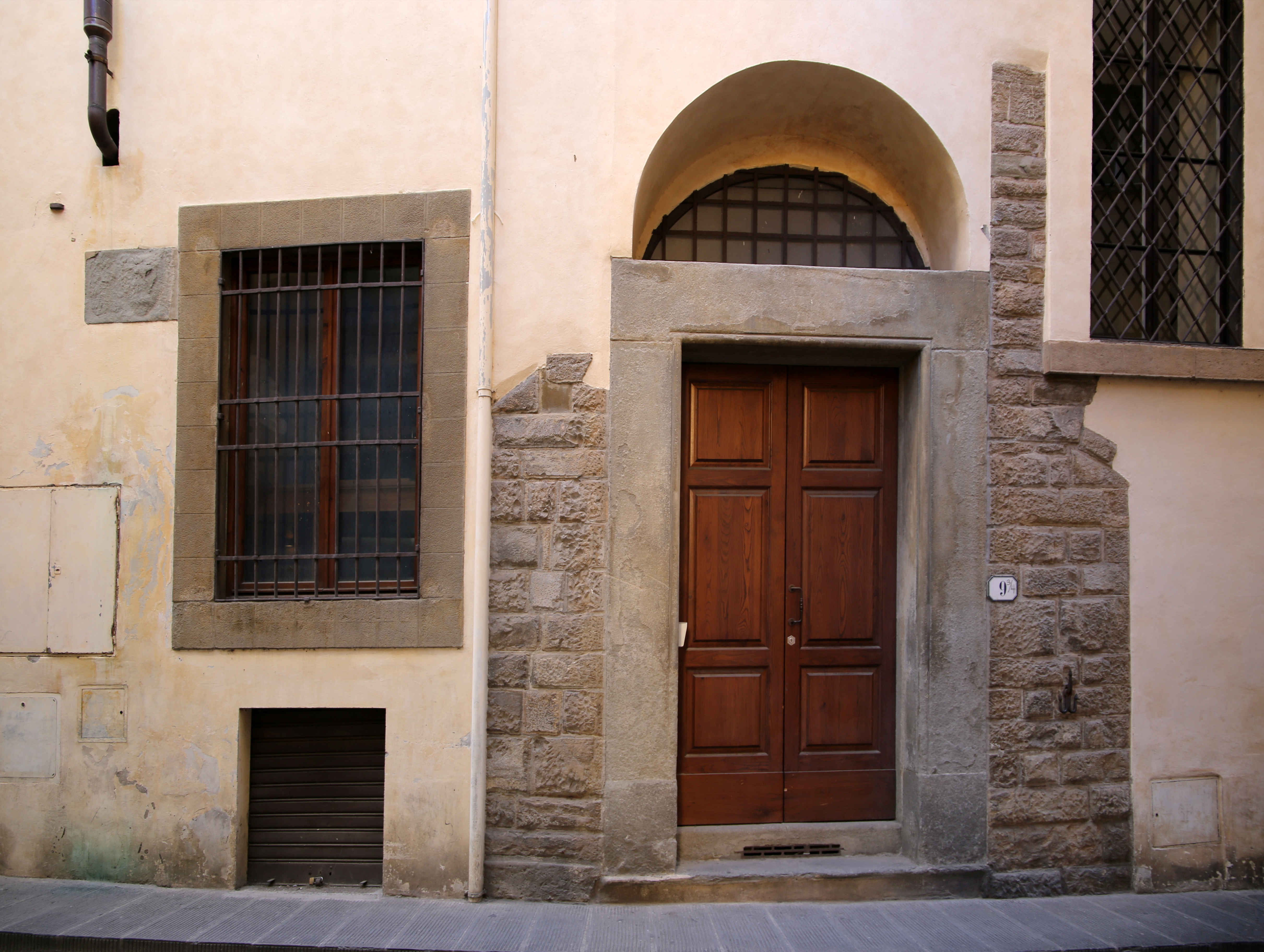
Portale che fu dell'Arte dei Vinattieri
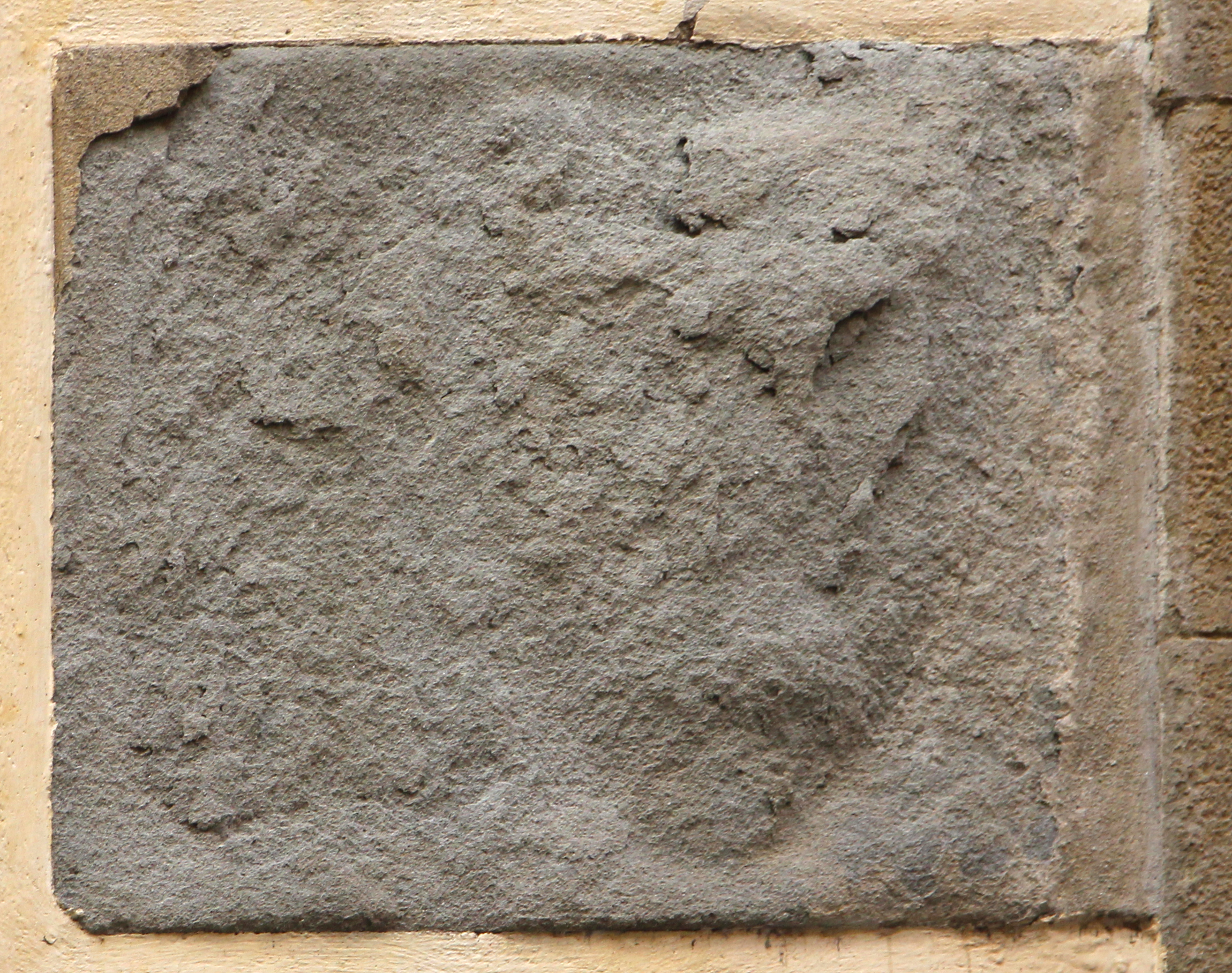
Stemma abraso già dei Vinattieri

### I Bartolommei

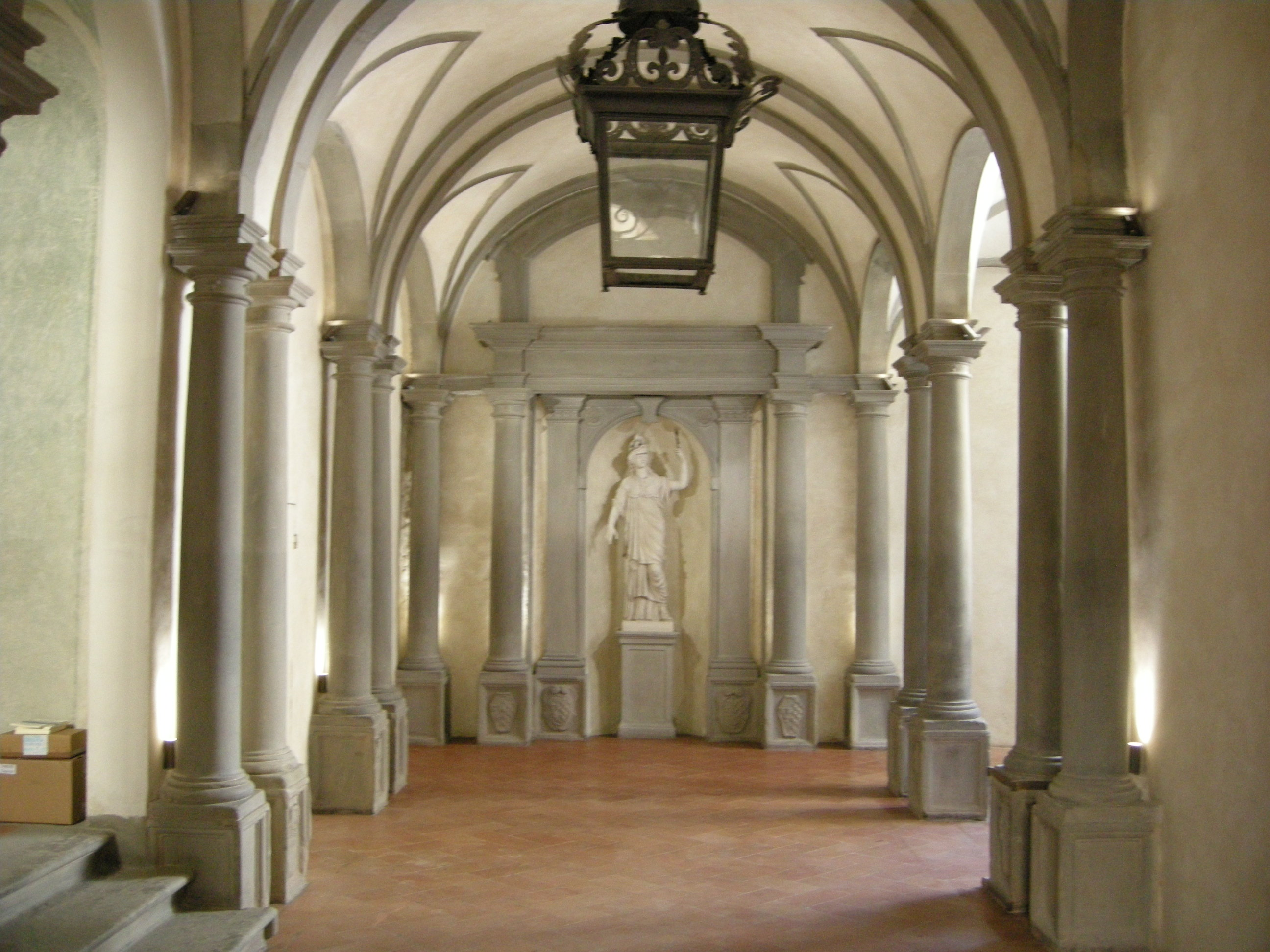
L'androne

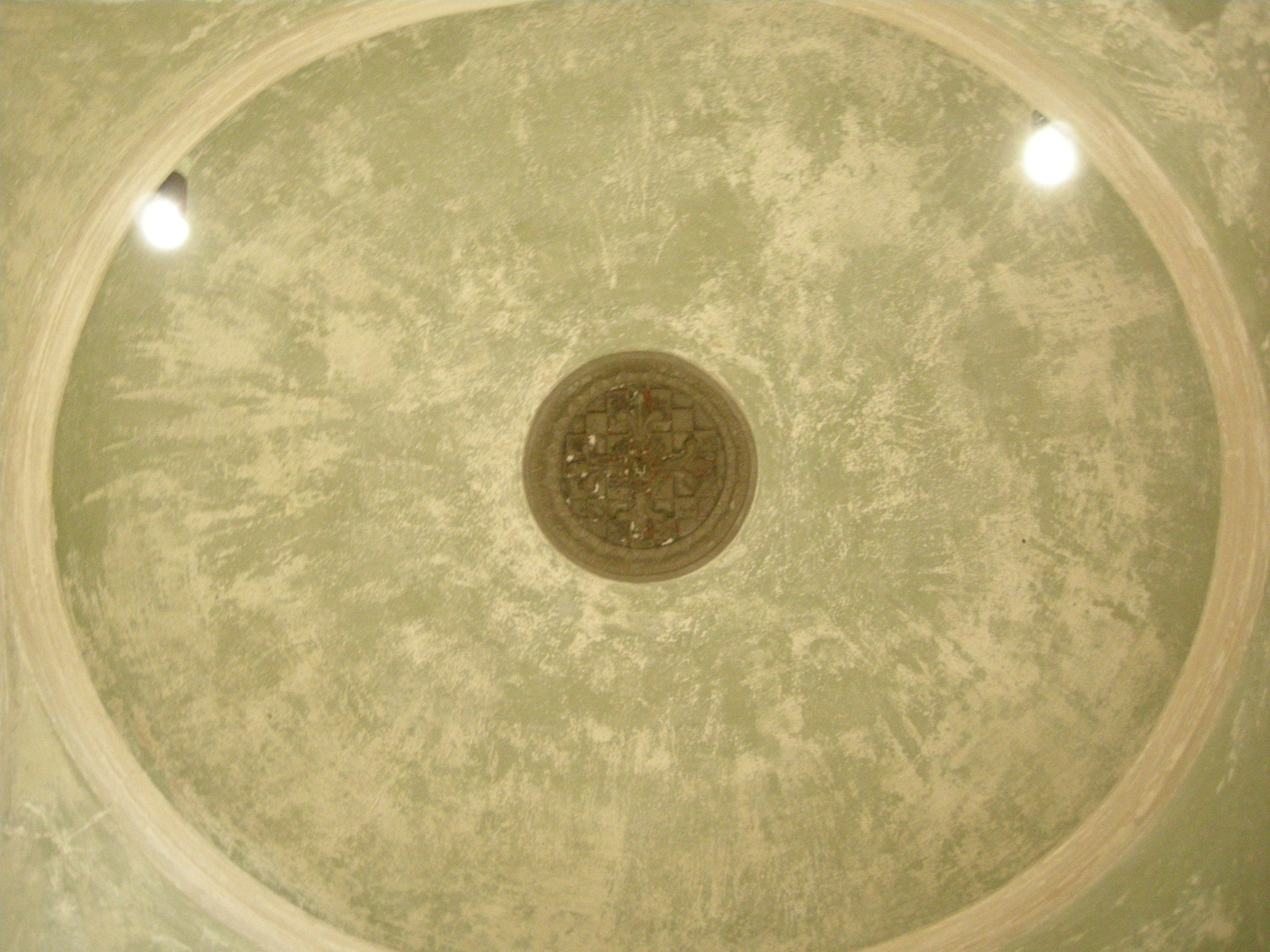
La volta dell'androne

Nel 1640 a Anton Maria Bartolommei, appartenente a un'antica famiglia fiorentina, entrò in possesso di tutti questi edifici e li fece riunire in un unico palazzo, progetto tradizionalmente riferito a Ferdinando Tacca (a cui la famiglia affidò anche la ristrutturazione della chiesa di Santo Stefano al Ponte).
Di questo edificio Walther Limburger segnalava un perduto cortile e la scalinata, ricondotta a un intervento di Giuseppe Del Rosso del principio dell'Ottocento, eretta parallelamente al restauro dell'intero edificio e delle torri ancora leggibili nella loro configurazione originaria, eseguito sempre con la direzione dello stesso Del Rosso. Federico Fantozzi, che su questi restauri si sofferma con varie note, dice sia della tradizione che voleva la torre dei Girolami essere stata abitata da san Zanobi (membro di quella famiglia), sia degli affreschi esistenti negli interni sempre eseguiti in occasione dei restauri del primo Ottocento, tra cui una sala dedicata alle Glorie di Amerigo Vespucci con pitture di Gasparo Martellini e bassorilievi di Giuseppe Grazzini, da mettere in relazione con il poema epico America scritto da Girolamo Bartolommei in onore del navigatore. 
Il palazzo è legato anche a memorie risorgimentali. Qui Ferdinando Bartolommei preparò la "rivoluzione" senza spargimento di sangue che portò all'uscita di scena del Granduca Leopoldo II di Lorena da Firenze, il 27 aprile 1859. Durante quel periodo di complotti il palazzo era strettamente sorvegliato ed oggetto di perquisizioni. Il Bartolommei venne anche incarcerato ed esiliato, ma tornato a Firenze riprese con più vigore le sue attività.
Qui abitò, sul finire dell'Ottocento, lo storico dell'arte e collezionista americano Charles Alexander Loeser con la moglie, la pianista tedesca Olga Lebert Kaufmann. 
L'aspetto odierno del palazzo risale essenzialmente alle ricostruzioni dopo le mine dell'agosto del 1944, quando i tedeschi in ritirata resero gli accessi al Ponte Vecchio, compresa via Por Santa Maria, un cumulo di macerie, per ostacolare l'accesso al ponte. Crollarono in quell'occasione le due torri medievali dei Gherardini e dei Girolami, che non vennero più ricostruite. Di ciò che era stato descritto nelle antiche guide cittadine oggi rimane poco: all'esterno solo il paramento rustico parziale a bozze e gli archi medievali al piano terreno, dato che anche il palazzo in buona parte distrutto, fino a circa il ricorso del primo piano. 
Nella ricostruzione venne previsto l'attuale passaggio, mediante una volta, tra via Lambertesca e la piazza di Santo Stefano, che doveva essere completato da un ulteriore passaggio tra il chiasso Cozza e piazza de' Salterelli, poi non realizzato. 
Il palazzo, che appartiene oggi alla famiglia Marchi è stato oggetto di un accurato restauro a cura degli architetti Stefano Nardini e Raffaella Melucci, che dal 2003 al 2015 ha permesso il recupero di tutte le unità abitative, delle coperture, delle facciate e degli spazi comuni incluso il prezioso androne, lo scalone ed i saloni affrescati del piano nobile.

## Descrizione

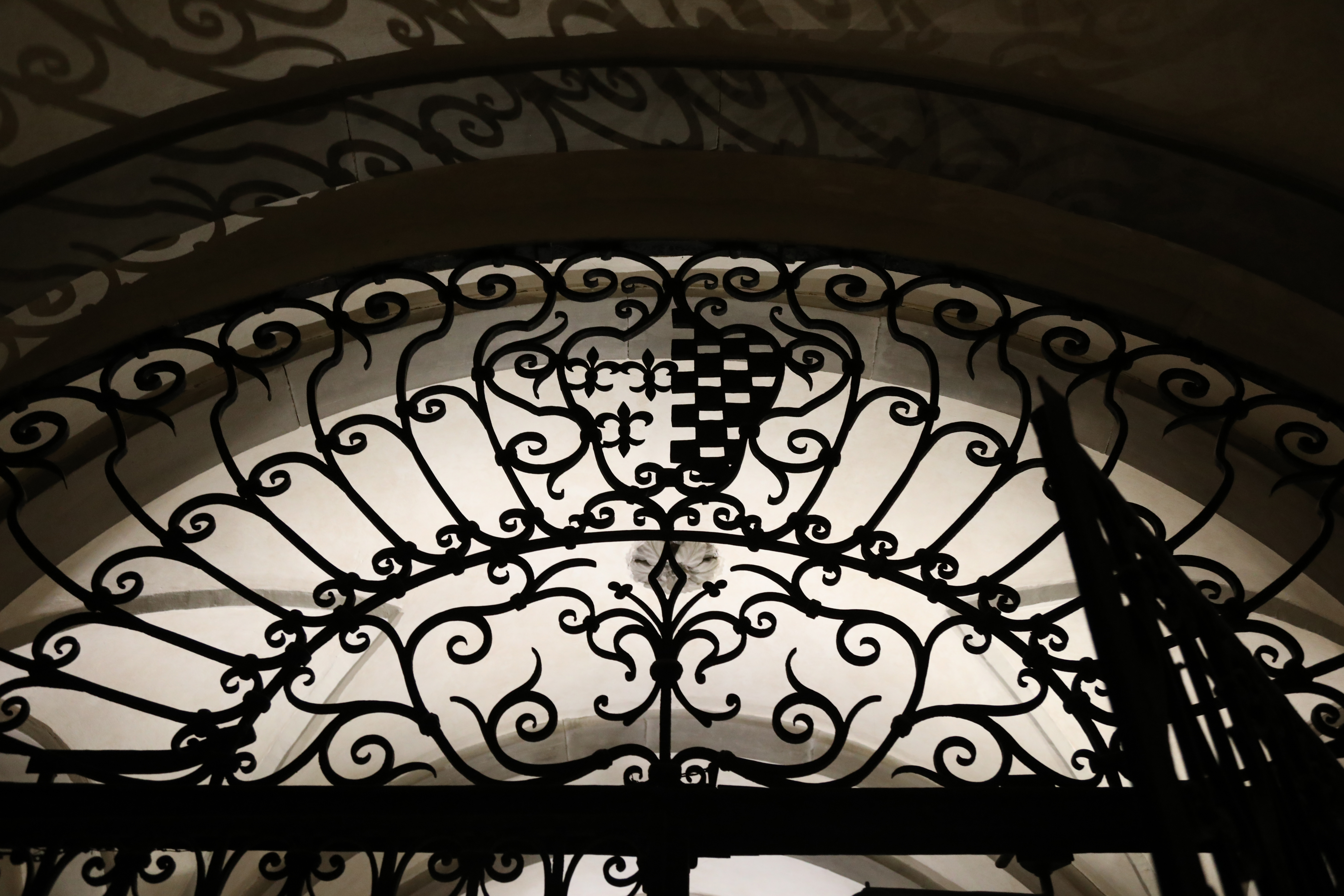
La cancellata

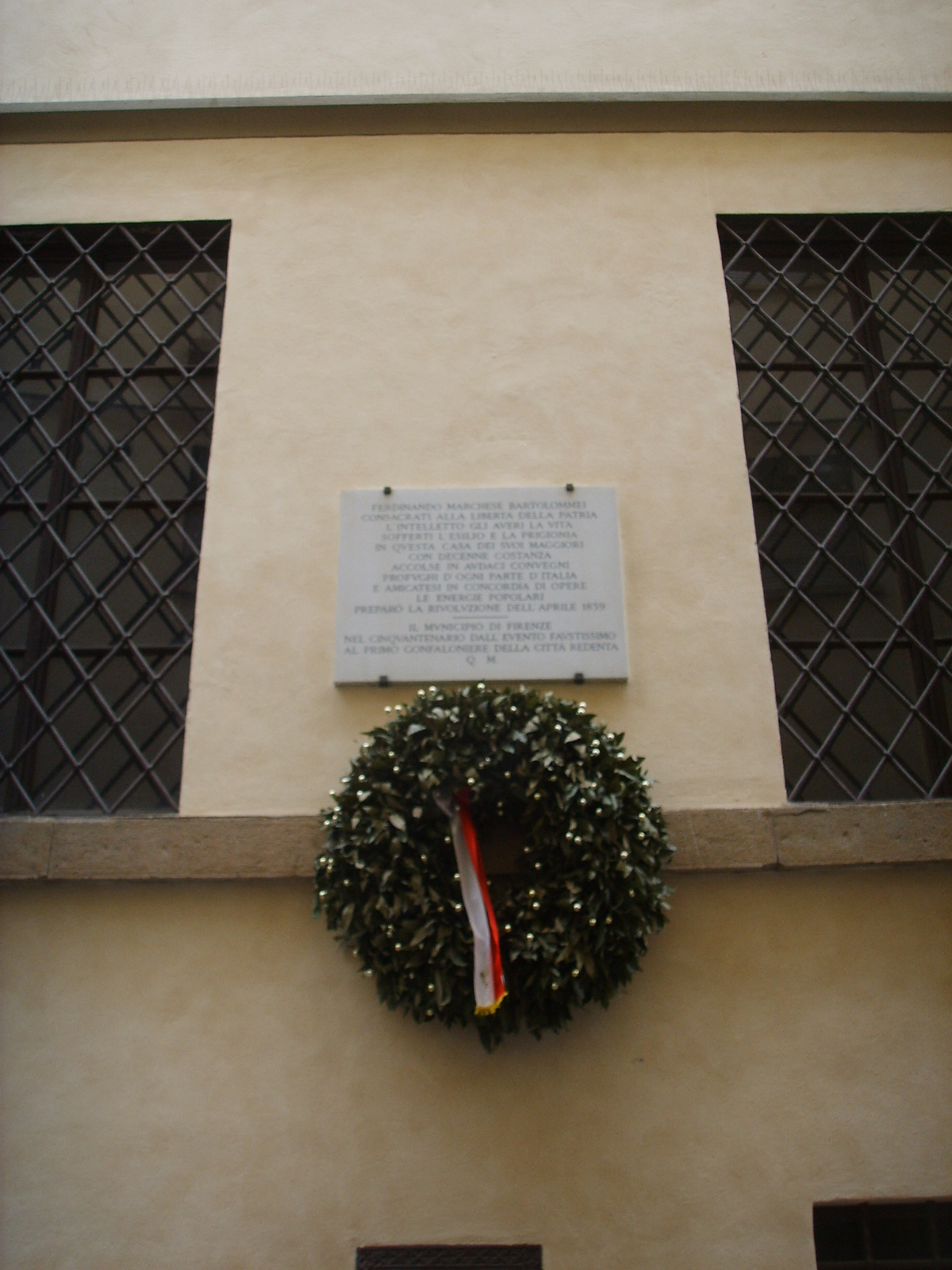
La targa dedicata a Ferdinando Bartolommei

La facciata è piuttosto semplice, con conci di pietraforte che sottolineano il pianterreno, soprattutto in corrispondenza dei due portali. Da quello principale, del XVII secolo, oltre una cancellata in ferro battuto con lo stemma familiare, si accede a un bellissimo androne a colonne, restaurato e tenuto con ammirevole cura, con archi ribassati in pietra serena, colonne binate con capitelli dorici, e nicchie con statue, tra cui una Minerva in gesso, il tutto da considerarsi "di grande interesse per le decorazioni in pietra serena, per l'eleganza delle forme e per l'originalità delle colonne abbinate lungo le pareti che non si ritrovano in nessun altro palazzo fiorentino della stessa epoca" 
Lo scalone, di forma irregolare, porta ai piani che presentano ambienti con volta a botte e decorazioni in pietra.
"Il cortile è scomparso e anche la torre Girolami fu completamente abbattuta, sul suo luogo sorgono ora costruzioni recenti". 
Sulla facciata del palazzo è una lapide (posta dal Comune nel 1909 e rinnovata dopo il 1944) che ricorda il marchese Ferdinando Bartolommei che qui abitò e morì, distintosi come uno dei promotori della pacifica rivoluzione del 27 aprile 1859 e primo gonfaloniere della città liberata. Nell'androne prima segnalato ricorre più volte l'arme dei Bartolommei (partito, nel primo di rosso a tre gigli d'oro, nel secondo scaccato d'oro e di rosso), a partire da quella sagomata posta al vertice della elegante cancellata, a quella dipinta sulla volticciola che precede la scala di accesso ai piani superiori, a quelli scolpiti su tutte le basi delle colonne binate.
La lapide a Ferdinando Bartolommei recita:
| FERDINANDO MARCHESE BARTOLOMMEI CONSACRATI ALLA LIBERTÀ DELLA PATRIA L'INTELLETTO GLI AVERI LA VITA SOFFERTI L'ESILIO E LA PRIGIONIA IN QVESTA CASA DEI SVOI MAGGIORI CON DECENNE COSTANZA ACCOLSE IN AVDACI CONVEGNI PROFVGHI D'OGNI PARTE D'ITALIA E AMICATESI IN CONCORDIA DI OPERE LE ENERGIE POPOLARI PREPARÒ LA RIVOLVZIONE DELL'APRILE 1859 IL MVNICIPIO DI FIRENZE NEL CINQVANTENARIO DELL'EVENTO FAVSTISSIMO AL PRIMO GONFALONIERE DELLA CITTÀ REDENTA Q. M. |

## Bibliografia

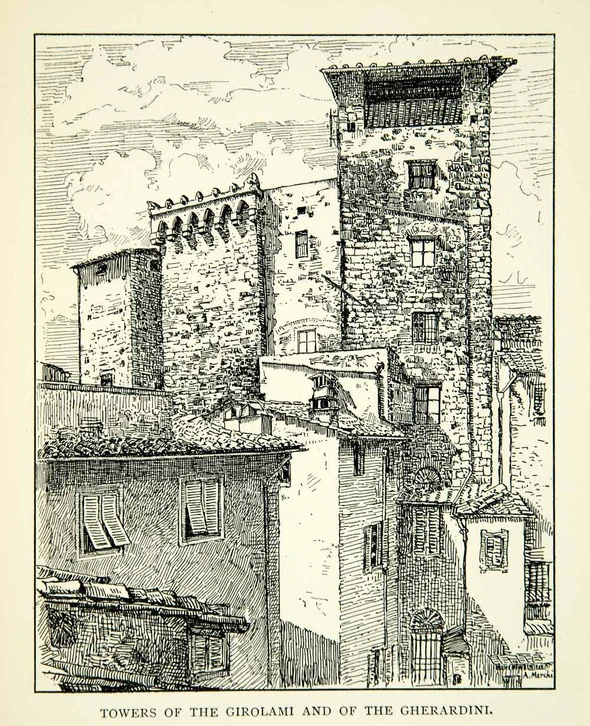
Torri dei Girolami e dei Gherardini viste dalla piazza di Santo Stefano, stampa del 1905